# Leander Heinrich von Wetzer
Leander Heinrich von Wetzer, född den 17 februari 1840 i Freiburg im Breisgau, död den 10 mars 1904 i Wien, var en österrikisk krigshistoriker och arkivman.
von Wetzer blev ingenjörofficer i österrikisk tjänst 1859, deltog i nämnda års och 1866 års krig, blev generalstabsofficer 1868 och anställdes 1872 vid krigsarkivets krigshistoriska avdelning. Efter några års tjänstgöring som lärare vid krigshögskolan (Kriegsschule) och stabschef vid en infanterifördelning återinträdde han 1883, som överstelöjtnant vid generalstaben, i tjänstgöring i krigsarkivet, blev 1886 överste och chef för krigshistoriska avdelningen där samt 1888 direktör för krigsarkivet, befordrades efter hand till fältmarskalklöjtnant och erhöll 1901 avsked med fälttygmästares titel och verkligt geheimeråds värdighet. Han inlade högst betydande förtjänster om den krigshistoriska forskningen och det väldiga arkivets ordnande. Bland annat redigerade han i dess helhet eller till största delen flertalet av de under åren 1886–1901 från krigshistoriska avdelningen utgivna större verken, som Geschichte der Feldzüge des Prinzen Eugen von Savoyen (20 band, av vilka han själv författade band 3 och 4), Der österreichische Erbfolgekrieg (8 band, av vilka han författade band 1) och Geschichte der kaiserlichen und königlichen Wehrmacht (8 band) med flera. Av hans skrifter är de främsta (utom de ovannämnda) Der Feldzug am Ober Rhein 1638 und die Belagerung von Breisach (i Mittheilungen des kaiserlichen und königlichen Kriegsarchivs. Neue Folge, 1–3, 1887–1889), Behelfe zum Studium des administrativen Generalstabsdienstes (3:e upplagan i 2 band, 1880) samt Meinungen und Mahnungen. Lose Blätter aus der Mappe eines alten kaiserlichen Soldaten (1893).